# La sirenita (franquicia)
La Sirenita (The Little Mermaid en su versión original en inglés) es una franquicia de medios de Disney, la cual se originó con la película de animación de 1989 La Sirenita, basada en el cuento de mismo nombre de Hans Christian Andersen.

## Películas

### Animación

#### La Sirenita(1989)
Ariel, una sirena que se enamora de un príncipe humano, hace un trato con la bruja Úrsula para convertirse en humana, pero si no recibe un beso del príncipe en tres días, Úrsula se convertirá en su dueña. Fue estrenada el 17 de noviembre de 1989. La película es el 28.º largometraje de animación de Disney, y marcó el comienzo del Renacimiento de Disney.

#### La Sirenita 2: Regreso al mar(2000)
Secuela de la película de 1989, en la que tras que Morgana, la hermana de Úrsula, amenaza con secuestrar a Melody, la hija de Ariel y el Príncipe Eric, no permiten que Melody se acerque al mar a pesar de que ella lo desea. Tras escaparse de casa, Morgana le transforma en sirena, a cambio de que le traiga el tridente del Rey Tritón, sin saber Melody que es su abuelo. Fue lanzada directamente para video el 19 de septiembre del 2000.

#### The Little Mermaid: Ariel's Beginning(2008)
Conocida como La Sirenita 3: los comienzos de Ariel en Hispanoamérica y El origen de la Sirenita en España, es una precuela de la película de 1989. Tras que el Rey Tritón perdiera a su esposa, quien amaba la música, prohíbe que haya música en su reino, pero Ariel y sus hermanas descubren un club clandestino donde las criaturas marinas tocan música, y se unen a ellos durante la noche. Fue lanzada directamente para video el 26 de agosto de 2008.

### Imagen real

#### La Sirenita(2023)
Adaptación de imagen real de la película de animación de 1989. Fue estrenada el 26 de mayo de 2023.

#### Posible secuela
En abril de 2023, Rob Marshall, director de La Sirenita, comentó la posibilidad de haber secuelas de la película.

## Televisión

### La Sirenita(1992–1994)
Serie precuela de la película de 1989, relatando las aventuras de Ariel un año antes de los acontecimientos de la película. Fue estrenada el 11 de septiembre de 1992 en CBS, y finalizó el 26 de noviembre de 1994.

### Sebastian(1993)
Serie de segmentos protagonizados por Sebastián, los cuales eran parte de la serie Marsupilami, emitida en CBS desde el 18 de septiembre hasta el 11 de diciembre de 1993.

### ¡La Sirenita en directo!(2019)
¡La Sirenita en directo! es un espectáculo musical adaptado de la película de 1989. Fue estrenado el 5 de noviembre de 2019 en ABC.

### Ariel(2024)
Serie de animación por computadora basada parcialmente en la película de 2023, y tomando también inspiración de elementos de la película de 1989, la cual sigue las aventuras de Ariel en su niñez. Fue estrenada en Disney Junior el 27 de junio de 2024.

## Musical
Musical teatral basado en la película de 1989. Tuvo su estreno en Denver, Colorado en julio de 2007, antes de un estreno formal en Broadway el 3 de noviembre de 2007.